# Mogila (Severní Makedonie)
Mogila (makedonsky: Могила) je vesnice v Severní Makedonii. Vesnice se nachází v Pelagonském regionu, severovýchodně od města Bitola. Zároveň je vesnice centrem stejnojmenné opštiny. Název „Mogila“ pochází pravděpodobně ze slovanského výrazu pro kopeček, kopec či hrob.

## Demografie
Podle sčítání lidu z roku 2002 žije ve vesnici 1 526 obyvatel. Všichni až na jednoho jsou Makedonci.

## Historie
V 19. století, kdy nad územím Makedonie měli nadvládu Osmané, byla vesnice zařazena k okresu Bitola a byla známá velkým počtem makedonských bojovníků za samostatnost. V roce 1900 zde žilo 850 obyvatel.
Na přelomu 19. a 20. století byla vesnice centrem Vnitřní makedonské revoluční organizace, která napadala osmanskou vládu. Dne 8. května 1903 byl dům místního revolucionáře Nikoly Meškova vyrabován osmanskou armádou a byli zde zabiti tři muži a dvě ženy.